# Erhard Scheibe
Erhard Scheibe  (* 24. September 1927 in Berlin; † 7. Januar 2010 in Hamburg) war ein  Wissenschaftsphilosoph, der sich besonders mit den philosophischen Grundlagen der modernen Physik befasste. So publizierte er Arbeiten zur Interpretation der Quantenmechanik und zum Reduktionismus in der Physik.
Scheibe studierte in Göttingen, wo er auch 1955 in Mathematik promovierte. Ab 1957 war er Assistent von Carl Friedrich von Weizsäcker. 1963 habilitierte er in Philosophie an der Universität Hamburg mit der Arbeit „Die kontingenten Aussagen in der Physik“, in der philosophische Probleme der Quantenmechanik behandelt werden. Danach war er ordentlicher Professor der Philosophie in Göttingen. 1977 wurde er zum ordentlichen Mitglied der Akademie der Wissenschaften zu Göttingen gewählt. Ab 1983 bis zur Emeritierung 1992 hatte er den Lehrstuhl für Philosophie der Naturwissenschaften in Heidelberg inne.

## Veröffentlichungen (Auswahl)
- Die kontingenten Aussagen in der Physik, Athenäum, Frankfurt a. M., 1964
- The Logical Analysis of Quantum Mechanics, Pergamon Press, Oxford, 1973, ISBN 0080171583
- Die Reduktion physikalischer Theorien. Ein Beitrag zur Einheit der Physik, Springer, Berlin 1997 (Teil I: Grundlagen und elementare Theorie), ISBN 978-3540616351 und 1999 (Teil II: Inkommensurabilität und Grenzfallreduktion), ISBN 978-3540650096
- Between Rationalism and Empiricism. Selected Papers in the Philosophy of Physics, Brigitte Falkenburg (Editor), Springer, 2001, ISBN 0387985204
- Die Philosophie der Physiker, C. H. Beck, 2006, ISBN 3406542719. Überarbeitete Taschenbuchausgabe: C.H. Beck, 2007, ISBN 3406547885

## Festschrift
- Lorenz Krüger, Brigitte Falkenburg (Hrsg.): Physik, Philosophie und die Einheit der Wissenschaften : für Erhard Scheibe, Spektrum Akademischer Verlag, Heidelberg; Berlin; Oxford 1995, ISBN 3-86025-689-0.